# Lacapelle-del-Fraisse
 Lacapelle-del-Fraisse  es una población y comuna francesa, situada en la región de Auvernia-Ródano-Alpes, departamento de Cantal, en el distrito de Aurillac y cantón de Montsalvy.

## Demografía
| 346 | 294 | 305 | 261 | 262 | 251 |
| Para los censos de 1962 a 1999 la población legal corresponde a la población sin duplicidades (Fuente: INSEE [Consultar]) |     |     |     |     |     |